# نظرية الفعل التواصلي
نظريّة الفعلِ التواصليّ (باللغة الألمانية: Theorie des kommunikativen Handelns) هو كتاب مؤلَّفٌ من مجلّدين صدر عام 1981 من قبل الفيلسوف الألماني يورغن هابرماس، حيث استمرّ هابرماس بكتابه هذا في المضيّ بمشروعه الخاص الهادف إلى إيجاد طريقة لإرساء «العلوم الاجتماعية في نظرية اللغة»، التي أسّس لها في كتابه منطق العلوم الاجتماعيّة On the Logic of the Social Sciences (1967). المجلّدان هما: أ‌)العقل وعقلنة المجتمع، بالألمانيّة (Handlungsrationalität und gesellschaftliche Rationalisierung) حيث يبني هابرماس في هذا الجزء من الكتاب مبدأ العقلانيّة التواصليّة. [4] ب) عالم الحياة والنظام: نقد المنطق الوظيفي، بالألمانية (Zur Kritik der funktionalistischen Vernunft) أسّس فيه هابرماس مفهوماً للمجتمع قائماً على مستويين اثنين، ووضع فيه أيضاً أُسُسَ النظريّة النقديّة للحداثة.
اعتمد هابرماس على كتابه نظرية الفعل التواصليّ للتوسّع في نظرية الفعل التواصليّ من خلال استخدامه له كأساس لنظريته في الأخلاق والديموقراطية والقانون. حرّض هذا الكتاب العديد من المنظرين والنقّاد الاجتماعيين والفلاسفة على مناقشته، وفي عام 1998 أدرجت الجمعية الدولية لعلم الاجتماع نظرية الفعل التواصليّ في المرتبة الثامنة من قائمة الكتب الاجتماعية الأكثر أهمّيّة في القرن العشرين.

## النظريّة
نظريّة الفعل التواصليّ هي مشروعٌ بالغُ الأهمّيّة يعيد بناءَ مفهومِ العقل الذي لا يستند إلى مصطلحات مفيدة أو موضوعية، بل إلى فعل تواصليّ تحرّري. تقترح عملية إعادة البناء هذه «إمكانية تحليل الفعل والفهم الإنسانيّ بشكلٍ مثمرٍ كهيكلٍ لغويّ»، ويعتمد كلّ قول على توقّع التحرّر من الهيمنة غير الضرورية. يمكن استخدام هذه البنى اللغوية للتواصل في تأسيس فهم معياريّ للمجتمع. يستخدم هذا المفهوم عن المجتمع لجعل تصور الحياة الاجتماعية -المصمّم من أجل مفارقات الحداثة- ممكناً.
بدأ هابرماس بمشروع كتابه هذا بعد الاستقبال النقدي لكتابه المعرفة والاهتمامات البشريّةKnowledge and Human Interests (1968)، وبعد ذلك، اختار هابرماس الابتعاد عن التحليل السياقي والتاريخي للمعرفة الاجتماعية إلى ما أصبح يعرف بنظريّة الفعل التواصليّ. ترى نظرية الفعل التواصليّ اللغةَ على أنّها المكوّنُ الأساسيّ للمجتمع، وهي محاولة لتحديث الماركسية من خلال «الاعتماد على نظرية الأنظمة (لوهمان Luhmann)، وعلم النفس التنموي (بياجيه Piaget، كولبيرج Kohlberg)، والنظريّة الاجتماعية (ويبر Weber، دوركهايمDurkheim ، بارسونزParsons، ميدMead ، الخ.)».
استطاع هابرماس -بالاستناد إلى محاضرات تم تطويرها في البداية في كتاب براغماتيات التفاعل الاجتماعي On the Pragmatics of Social Interaction- أن يجعل من نظريّته مقبولة بشكلٍ كبير في المجتمع.
يقول توماس مكارثي:

## نظرية الفعل التواصليّ، المجلد الأول
يبدأ كتاب نظرية الفعل التواصلي في مجلّده الأوّل بـ «من أجل تطوير مبدأ العقلاية غير المرتبطة وغير المحدّدة بالمقدمات الذاتية والفردية للفلسفة الحديثة والنظرية الاجتماعية.» مع هذا الإخفاق في البحث عن الأسس المطلقة التي وضعت في «الفلسفة الأولى» أو «فلسفة الوعي»، يجب أن تكون نظرية العقلانية -التي تم اختبارها تجريبيًا- نظريةً براغماتيّة ًتعتمد على العلوم والعلوم الاجتماعية. وهذا يعني أنّه لا يمكن التحقّق من أيّ ادّعاءاتٍ شموليّةٍ (universalist) إلّا من خلال الاختبار مقابل عملية التفنيد بالأدلّة في السياقات التاريخية (والجغرافية) - وليس باستخدام افتراضات وجودية خارقة للطبيعة.
وقاده ذلك للبحث عن أساس نظرية جديدة للفعل التواصليّ في تقاليد علم الاجتماع. يبدأ هابرماس من خلال إعادة قراءة وصف ماكس فيبر Max Weber للعقلانية ويجادل بأنّ لديه رؤيةً محدودةً للعمل الإنساني. فبرأي هابرماس أنّ الافتراضات النظريّة الأساسيّة لفيبر فيما يتعلق بالفعل الاجتماعي جعلته متحيّزاً في تحليله نحو العقلانية الهادفة purposive rationality، والتي يزعم هابرماس أنّها تنشأ عن ظروف إنتاج السلع.
أخذ هابرماس تعريف الفعل على أنه سلوك إنسانيّ ناتجٌ عن نيّة مسبقة، أو متّصلٌ بمعنىً ذاتيّ ما، ثم نظرية الفعل الاجتماعي عند ويبر التي أساسها هو التمثيل الانفرادي ولا تشمل الإجراءات المنسقة الملازمة للجسم الاجتماعي.
وفقا لفيبر، فإن العقلانيّة (استخدام هذه الكلمة بمعناها في النظرية السوسيولوجية) تخلق ثلاثة مجالات ذات قيمة، وهي المجالات المختلفة للعلوم والفنون والقانون. تشكّل هذه اللاوحدوية الجوهريّة للعقل -بالنسبة لفيبر- خطر الحداثة. لا ينشأ هذا الخطر ببساطة من إنشاء كيانات مؤسّسية منفصلة، ولكن من خلال التخصص المعياري والجمالي والإدراكي للمعرفة والذي يتخلل بدوره الوعي اليومي.
ينطوي هذا الانقسام في العقل على أن الثقافة تنتقل من قاعدة تقليدية في مسعى جماعي توافقيّ إلى أشكال يتم عقلنتها من خلال التسليع ويقودها أفراد لهم مصالح منفصلة عن مصالح السكّان ككلّ.
يتمّ توجيه «هذا الإجراء العقلانيّ الهادف» من قبل «وسائل الإعلام» في الدّولة، التي تحلّ محلّ اللغة الشفهيّة كوسيلة لتنسيق العمل الاجتماعي. ينشأ تناقض بين هذين المبدئين من مبادئ التكامل المجتمعي: اللّغة موجهة نحو الفهم والرفاهية الجماعية، و «وسائل الإعلام»، وهي أنظمة للفعل الموجّه للنجاح.
بعد «ويبر»، يرى هابرماس أن التخصّص هو التطور التاريخي الرئيسي، وهو الذي يؤدي إلى إبعاد تأثيرات الحداثة، التي «تتخلل الوعي اليوميّ وتُفَتِّتُه».
يشير هابرماس إلى أنّ من يتحمّل «التكاليف النفسية الاجتماعية» لهذا الإصدار المحدود من العقلانية في نهاية المطاف هم الأفراد، وهو ما كان يدور في ذهن جيورجي لوكاتش György Lukács عندما طوّر مفهوم ماركس عن «تجسيد المجرّدات» في كتابه التاريخ والوعي الطبقي History and Class Consciousness (1923). فتظهر في الأفراد أمراض عصبيّة واسعة الانتشار، ومظاهر الإدمان، والاضطرابات النفسية، والصعوبات السلوكية والعاطفية، أو يجدون تعبيرًا أكثر وعيًا من خلال الأعمال الإجراميّة والالتحاق بجماعات الاحتجاج والطوائف الدينيّة. يعتقد لوكاتش Lukács أن تجسيد المجرّدات -رغم أنّه عميق- إلّا أنّه محدّد باحتمال أن تكون الحجّة العقلانيّة ذاتيّة الانعكاس وتتجاوز استخدامها المهني من قبل الوكالات القمعية. [بحاجة لمصدر] يوافق هابرماس على هذا التحليل المتفائل، على النقيض من أدورنو Adorno وهوركهيمر Horkheimer، ويعتقد أن الحرّيّة والمثل العليا للمصالحة متأصّلة في آليات التآزر الإنساني لغويًا.

## نظرية الفعل التواصلي، المجلد الثاني
يجد هابرماس في أعمال جورج هيربيرت ميد George Herbert Mead وإيميلي دوركهايم Émile Durkheim مفاهيم يمكن استخدامها لتحرير نظرية ويبر في العقلانية من الأسئلة المتعلّقة بفلسفة الوعي. المفهوم الأكثر إنتاجية لميد [بحاجة لمصدر] هو قاعدته النظريّة للتواصل والمفهوم الأكثر إنتاجية لدوركهايم هو مفهوم التكامل الاجتماعي. شدّد ميد أيضاً على الطابع الاجتماعي للإدراك: فلقاءاتنا الأولى تكون اجتماعيّة.
يطور هابرماس مفهومه عن الفعل التواصليّ ابتداءاً من القواعد التالية: حيث تعمل الأفعال التواصلية على نقل وتجديد المعرفة الثقافية، في عملية تحقيق التفاهم المتبادل. ثم تقوم بتنسيق العمل نحو التكامل الاجتماعي والتضامن. أخيرًا، الفعل التواصليّ هو العملية التي يقوم من خلالها الأشخاص بتكوين هوياتهم.
بعد ويبر مرّة أخرى، نشأ تعقيد متزايد من التمايز الهيكلي والمؤسسي لعالم الحياة، والذي يتبع المنطق المغلق للعقلنة المنظّمة لتواصلنا. هناك نقل لتنسيق العمل من «اللغة» إلى «وسائل الإعلام التوجيهيّة»، مثل المال والسلطة، التي تتجاوز التواصل القائم على توافق الآراء مع «التعميم الرمزي للمكافآت والعقوبات». بعد هذه العملية، «لم يعد هناك حاجة إلى عالم الحياة من أجل تنسيق العمل». وهو ما يُنتج عند البشر («الفاعلون في عالم الحياة») فقداناً بالشعور بالمسؤولية مع سلسلة من العواقب الاجتماعية السلبية. تفقد اتصالات عالم الحياة الغرض منها لتصبح غير ذات صلة بتنسيق عمليات الحياة المركزية. وهو ماله تأثير تمزيق القلب للخطاب الاجتماعي، مما يسمح بحدوث تفرقة معقّدة ولكن على حساب الأمراض الاجتماعية.
«في النهاية، تقوم الآليات النظاميّة بقمع أشكال التكامل الاجتماعي حتّى في تلك المناطق التي لا يمكن فيها استبدال التنسيق القائم على توافق الآراء في الفعل، وهنا بالتحديد تكون العملية الرمزيّة لإعادة إنتاج عالم الحياة معرّضة للخطر. في هذه المناطق، تتّخذ السلطة الإعلامية لعالم الحياة شكل الاستعمار». يجادل هابرماس بأن هوركهايمر وأدورنو، مثل فيبر من قبلهما، خلطوا بين عقلانية النظام وعقلانية الفعل. وهذا ما منعهم من تحليل تأثيرات اقتحام وسائل الإعلام التوجيهيّة إلى عالم حياة متباين، وعقلنة توجهات الفعل التي تلي ذلك. ويمكنهم عندئذ فقط تحديد الإجراءات التواصلية العفوية داخل المناطق التي تبدو «غير عقلانية»، فالفن والحب من جهة، أو جاذبية القائد من جهة أخرى باعتبارها ذات قيمة.

## روابط خارجية
- نظرية الفعل التواصلي على موقع الموسوعة البريطانية (الإنجليزية)